# Six Duos
I Six Duos sono sei composizioni del musicista italiano Stefano Scodanibbio scritte per tutte le coppie possibili di strumenti scelti di volta in volta fra quattro strumenti ad arco: contrabbasso, viola, violino e violoncello.

## L'opera
(Enzo Restagno)
Rispetto all'organico classico del quartetto d'archi (viola, due violini e violoncello) Scodanibbio   scrive i suoi Six Duos per quello che considera il “vero quartetto d'archi”, nel quale un violino è sostituito dal contrabbasso: ognuno dei brani prevede infatti l'accoppiamento di due di questi strumenti, fino a esaurire tutte le combinazioni possibili.

## Incisioni
- Stefano Scodanibbio, Six Duos, New Albion, n. serie NA113, San Francisco 2001.

1. Western lands
2. Escondido
3. Quodlibet
4. Composte terre
5. Jardins d'Amilcar
6. Humboldt